# Zvornik
Zvornik (srbskou cyrilicí Зворник) je město v Bosně a Hercegovině, v Republice srbské. Je administrativním centrem regionu Vlasenica, leží na hranici se Srbskem. Podle posledního sčítání lidu zde žilo 14 852 obyvatel.
V blízkosti Zvorniku se nachází pohoří Majevica.

## Název
Původní název (Zvonik) vznikl podle zvonice kostela, která stála v blízkosti současného Horního města. Jako orientační bod se proto pro projíždějící obchodníky velmi brzy mohla stát i místním názvem. Zvonice měla vzniknout nejspíše někdy v 12. až 13. století.

## Historie

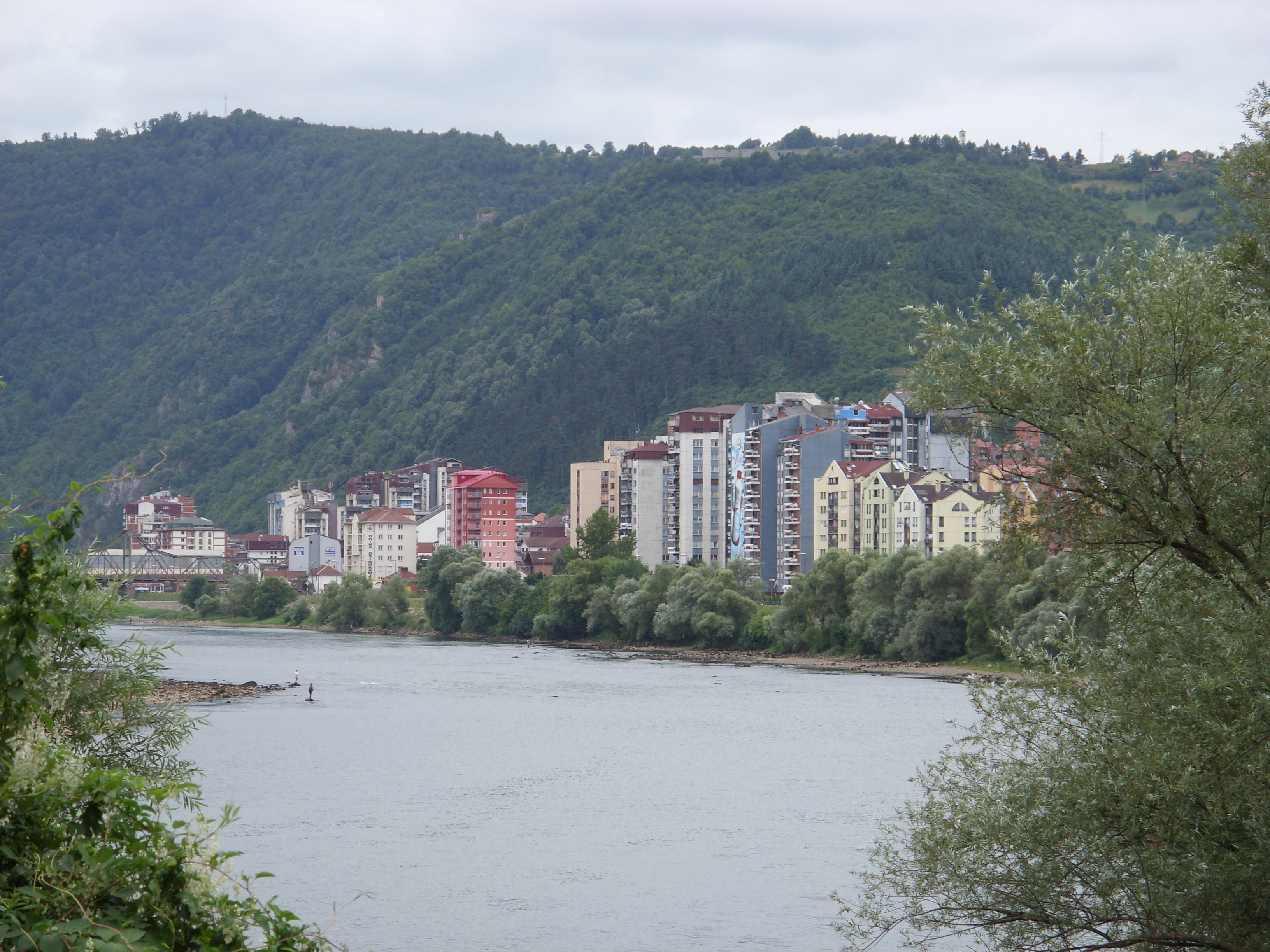
Zvornik

Zvornik patří k nejstarším městům v Bosně a Hercegovině, poprvé je zmíněn roku 1410, a to pod názvem Zvonik. Založen byl na obchodní cestě mezi tehdejší Bosnou a východními územími expandující Osmanské říše, na obchodní cestě spojující Bělehrad se Sarajevem. Úzké údolí řeky Driny představovalo hrdlo lahve, které bylo možné strážit za pomocí jediné pevnosti. A proto také vznikla nad městem pevnost (hrad) Đurđev grad, a to nejspíše někdy okolo 7. století. Město se rozvinulo v blízkosti řeky, pod hradem. V roce 1519 je poprvé zmíněn současný název města Zvornik. 
Během turecké vlády bylo město centrem samosprávného útvaru, známého jako sandžak. Bylo rovněž opevněno a rozšířeno. 
Roku 1878 se v souladu s Berlínským kongresem, resp. jeho politickými závěry, stalo město, spolu s celou Bosnou a Hercegovinou, součástí Rakousko-Uherska. Příchodu rakouské armády místní obyvatelstvo vzdorovalo, někdy i se zbraní v ruce. Mnozí Zvorničané bojovali proti Rakušanům v Tuzle, kde rovněž vypukly ozbrojené střety. Rakousko-uherská správa zavedla evropské vzdělání (první gymnázium bylo otevřeno v roce 1886 a pomohla s rozvojem infrastruktury, převážně cest a železnic. Vznikly nové budovy v evropském stylu, mezi které patří např. současná radnice, knihovna, dům důstojníků, vojenská nemocnice, četnická stanice, několik základních škol a náboženských objektů, kostelů apod.
Pro Rakousko měl Zvornik strategický význam, a to vzhledem k hranici se Srbskem, která prochází řekou Drinou. Město a jeho okolí bylo upraveno pro potřeby vedení války. V roce 1910 mělo město přes tři a půl tisíce obyvatel. 
V závěru první světové války byl Zvornik dobyt srbskou armádou, a to dne 28. října 1918. Po skončení války byla správní jednotka (tzv. srez) nicméně ponechána ve stejné podobě i rozloze, jako tomu bylo před první světovou válkou. Ve Zvorniku tehdy žilo 3139 obyvatel, míra gramotnosti dosahovala nicméně okolo pouhých tří procent v celém srezu. 
Most, který spojuje Mali Zvornik s bosenským Zvornikem (Republika srbská), byl vybudován v době existence meziválečného Království Jugoslávie. Podle prvního sčítání lidu, které bylo v meziválečné Jugoslávii provedeno, žilo ve městě Zvorniku 3139 obyvatel. Většina obyvatelstva se tehdy zabývala zemědělstvím, chovem dobytka a pěstováním ovoce. Velmi málo lidí pracovalo v průmyslu nebo ve službách. Doprava byla velmi dlouhou dobu založena buď na řece Drině, nebo na koňských potazích. V roce 1923 byla do nedalekého Malého Zvorniku otevřena železniční trať. V roce 1936 působily ve Zvorniku dvě knihovny; jedna patřila sokolské společnosti Soko a druhá byla muslimská lidová čítárna spolku Jednota. Až do roku 1934 byla ve Zvoriku posádka jugoslávského dělostřelectva.
Na začátku druhé světové války, která v tehdejší Jugoslávii vypukla v dubnu 1941 (tzv. dubnová válka), bylo město připojeno k fašistickému Nezávislému státu Chorvatsko (NDH). Nacházelo se v zóně německého vlivu a byla zde přítomna německá okupační vojska. V červenci 1943 bylo město osvobozeno 1. proletářskou údernou brigádou Jugoslávských partyzánů. Po skončení války bylo rozhodnuto, že se bude nacházet v republice Bosně a Hercegovině; jeho předměstí Mali Zvornik na druhém břehu řeky Driny se stalo součástí srbské republiky v rámci nové Jugoslávie.  
V roce 1945 se město stalo sídlem vlastní správní jednotky (srezu), jehož hranice vycházely ještě z doby existence Rakousko-uherska. Mezi lety 1955 až 1958 byly k Zvorniku ještě připojena z administrativního hlediska města Vlasenica a Srebrenica. 
V roce 1960 byly v blízkosti Zvorniku odhaleny pozůstatky lomu z doby existence Římské říše. 
V dobách socialistické Jugoslávie byly ve městě a jeho okolí vybudovány různé průmyslové podniky, v padesátých letech byla např. jižně od města zbudována vodní elektrárna. Ke konci 80. let se zde budovala železniční trať do Tuzly.
Během války v 90. letech minulého století zde došlo k velkým změnám z hlediska složení obyvatelstva. Zvornická bosňácká byla populace vyhnána. Vojenský útok srbských polovojenských skupin na Zvornik začal 8. dubna 1992. Během dubna 1992 mnoho evropských zpravodajských stanic denně hlásilo srbské ozbrojené útoky a masové zabíjení bosňáckého obyvatelstva Zvorniku a okolních vesnic.
19. května 1992 spojené síly JNA a Srbské dobrovolnické gardy ovládly Zvornik a Mali Zvornik. Předměstí Karakaj a Čelopek byla místy věznic, kde byly zabity stovky místních Bosňáků. Zbývající Bosňáci a nesrbští obyvatelé byli odsunuti do koncentračních táborů a vazebních zařízení v celé oblasti. Zničeny byly některé kulturní památky, např. historické mešity. Řada Bosňáků se po skončení války a normalizování poměrů vrátila.[zdroj?]

## Geografie

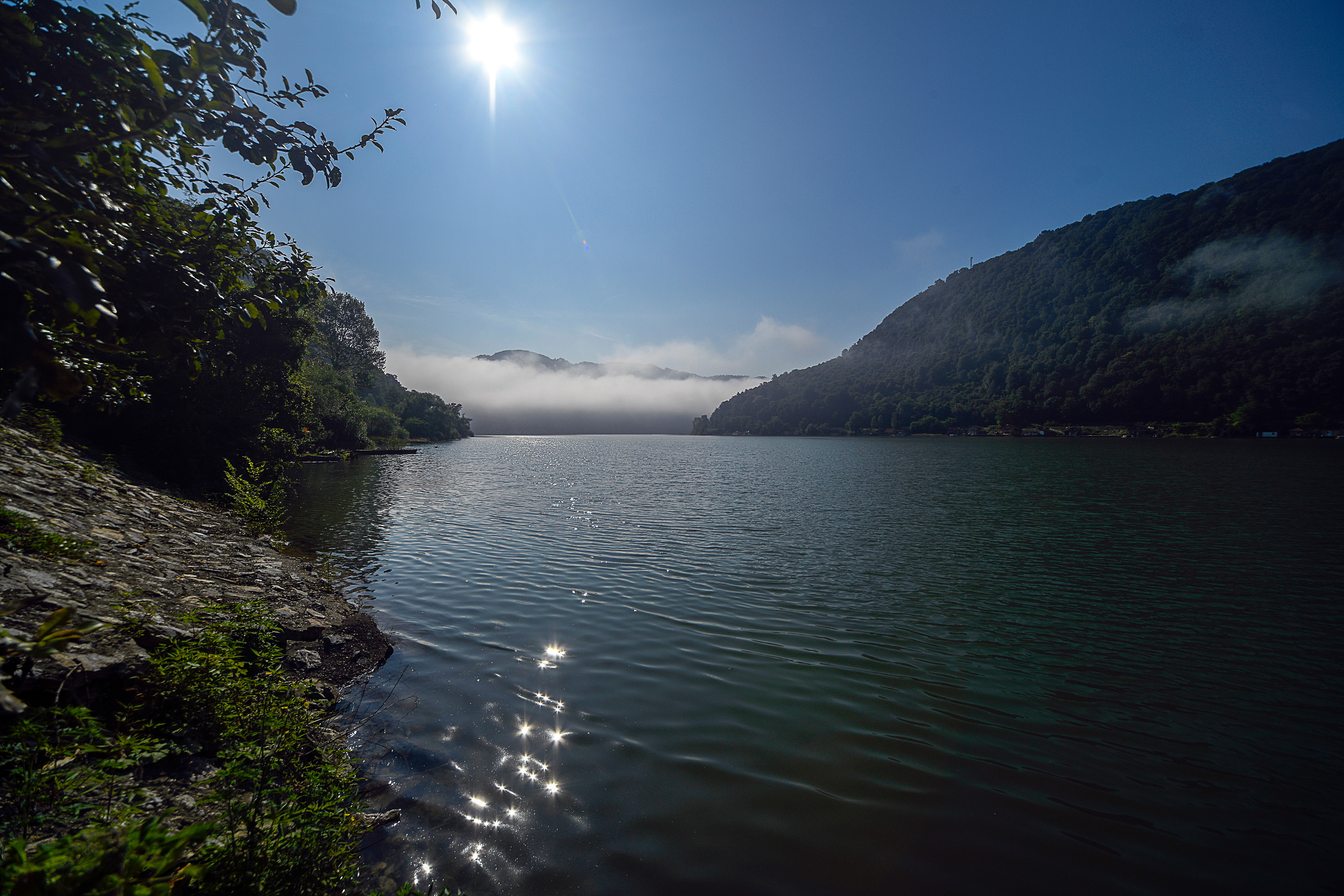
Zvornické jezero

Dnes je Zvornik znám hlavně řekou Drinou, která jím protéká, rozdělený na Mali Zvornik patřící Srbsku a na zbytek města, který spadá pod Bosnu a Hercegovinu. Většina jeho obyvatel je tvořená Srby, kteří před válkou žili na západě země. V okolí města se nacházejí hory s krásnou přírodou. Severně od města se nachází obec Karakaj, ve které je silniční hraniční přechod do Srbska.

## Obyvatelstvo

### Etnické složení
|            | 1971           | 1981           | 1991           | 2013   |
| Celkem     | 8 538          | 12 147         | 14 584         | 12 674 |
| Bosňáci    | 5 736 (67,18%) | 6 686 (55,04%) | 8 854 (60,71%) |        |
| Srbové     | 2 424 (28,39%) | 3 491 (28,74%) | 4 235 (29,04%) |        |
| Jugoslávci | 24 (0,281%)    | 1 597 (13,15%) | 944 (6,473%)   |        |
| Ostatní    | 141 (1,651%)   | 72 (0,593%)    | 475 (3,257%)   |        |
| Chorvati   | 83 (0,972%)    | 66 (0,543%)    | 76 (0,521%)    |        |
| Cikáni     | 49 (0,574%)    | 135 (1,111%)   |                |        |
| Albánci    | 26 (0,305%)    | 48 (0,395%)    |                |        |
| Černohorci | 27 (0,316%)    | 35 (0,288%)    |                |        |
| Slovinci   | 16 (0,187%)    | 7 (0,058%)     |                |        |
| Makedonci  | 3 (0,035%)     | 6 (0,049%)     |                |        |
| Maďaři     | 9 (0,105%)     | 4 (0,033%)     |                |        |

## Zdravotnictví
První nemocnice byla ve Zvorniku zřízena během období Rakousko-uherské nadvlády pro potřeby vojenské posádky. Sloužila nicméně i civilnímu obyvatelstvu. Před vypuknutím druhé světové války byla zaměněna modernější institucí, v roce 1957 byla vybudována i poliklinika. Ta byla roku 1957 rozšířena a přejmenována na Lékařské centrum (bosensky Medicinski centar). 
První lékárna ve Zvorniku byla otevřena v roce 1958.

## Sport
Ve Zvorniku hraje fotbalový klub Drina, který byl založen v roce 1945 po skončení druhé světové války.